# Ligue 2 2020-21
La temporada 2020–21 de la Ligue 2 fue la 82 temporada desde su creación.  Segundo nivel en la jerarquía del fútbol en Francia después de la Ligue 1, el campeonato está compuesto por 20 clubes profesionales. El torneo es organizado por la Ligue de Football Professionnel. Por motivos comerciales el torneo se llamará Ligue 2 BKT.
Espérance Sportive Troyes, equipo perteneciente al City Football Group, se consagraría campeón por segunda vez en su historia, permitiéndole regresar a la Ligue 1 después de su descenso en 2018.

## Relevos
| Pos | A la Ligue 1 |
| --- | ------------ |
| 1.º | FC Lorient   |
| 2.º | RC Lens      |

| Pos  | A la Ligue 2 |
| ---- | ------------ |
| 19.º | Amiens SC    |
| 20.º | Toulouse FC  |

| Pos | A la Ligue 2  |
| --- | ------------- |
| 1.º | Pau FC        |
| 2.º | USL Dunkerque |

| Pos  | Al Championnat National |
| ---- | ----------------------- |
| 19.º | Le Mans FC              |
| 20.º | US Orléans              |

## Clubes participantes
| Equipo                            | Ciudad           | Entrenador            | Estadio                   | Clasificación 2019/20 |
| --------------------------------- | ---------------- | --------------------- | ------------------------- | --------------------- |
| Amiens Sporting Club              | Amiens           | Luka Elsner           | Stade de la Licorne       | Descenso Ligue 1      |
| Toulouse Football Club            | Toulouse         | Denis Zanko           | Stade de Toulouse         | Descenso Ligue 1      |
| Athletic Club Ajaccien            | Ajaccio          | Olivier Pantaloni     | Stade François-Coty       | 3                     |
| Espérance Sportive Troyes         | Troyes           | Laurent Batlles       | Stade de l'Aube           | 4                     |
| Clermont Foot Auvergne            | Clermont-Ferrand | Pascal Gastien        | Stade Gabriel Montpied    | 5                     |
| Havre Athletic Club               | El Havre         | Paul Le Guen          | Stade Océane              | 6                     |
| Valenciennes Football Club        | Valenciennes     | Olivier Guégan        | Stade du Hainaut          | 7                     |
| EA Guingamp                       | Guingamp         | Sylvain Didot         | Stade du Roudourou        | 8                     |
| Grenoble Foot 38                  | Grenoble         | Philippe Hinschberger | Stade des Alpes           | 9                     |
| FC Chambly                        | Chambly          | Bruno Luzi            | Stade des Marais          | 10                    |
| Association Jeunesse Auxerre      | Auxerre          | Jean-Marc Furlan      | Stade de l'Abbé-Deschamps | 11                    |
| Association Sportive Nancy        | Nancy            | Jean-Louis Garcia     | Stade Marcel Picot        | 12                    |
| Stade Malherbe Caen               | Caen             | Pascal Dupraz         | Stade Michel d'Ornano     | 13                    |
| Football Club Sochaux-Montbéliard | Montbéliard      | Omar Daf              | Stade Auguste Bonal       | 14                    |
| La Berrichonne de Châteauroux     | Châteauroux      | Nicolas Usaï          | Stade Gaston Petit        | 15                    |
| Rodez Aveyron Football            | Rodez            | Laurent Peyrelade     | Stade Paul-Lignon         | 16                    |
| Paris Football Club               | París            | René Girard           | Stade Charléty            | 17                    |
| Chamois Niortais Football Club    | Niort            | Franck Passi          | Stade René Gaillard       | 18                    |
| Pau Football Club                 | Pau              | Didier Tholot         | Stade de Pau              | Campeón National      |
| Union Sportive Dunkerque          | Dunkerque        | Fabien Mercadal       | Stade Marcel-Tribut       | 2° National           |

## Clasificación
| Pos. | Equipo                    | Pts. | PJ | G  | E  | P  | GF | GC | Dif. | Clasificación 2020–21            |
| ---- | ------------------------- | ---- | -- | -- | -- | -- | -- | -- | ---- | -------------------------------- |
| 1    | ES Troyes (C, A)          | 77   | 38 | 23 | 8  | 7  | 60 | 36 | +24  | Ascenso Ligue 1                  |
| 2    | Clermont Foot (A)         | 72   | 38 | 21 | 9  | 8  | 61 | 25 | +36  | Ascenso Ligue 1                  |
| 3    | Toulouse FC               | 70   | 38 | 20 | 10 | 8  | 71 | 42 | +29  | Play-off de ascenso Ligue 1      |
| 4    | Grenoble Foot             | 65   | 38 | 18 | 11 | 9  | 51 | 35 | +16  | Play-off de ascenso Ligue 1      |
| 5    | París FC                  | 64   | 38 | 17 | 13 | 8  | 53 | 37 | +16  | Play-off de ascenso Ligue 1      |
| 6    | AJ Auxerre                | 62   | 38 | 16 | 14 | 8  | 64 | 43 | +21  |                                  |
| 7    | FC Sochaux                | 51   | 38 | 12 | 15 | 11 | 45 | 37 | +8   |                                  |
| 8    | AS Nancy                  | 47   | 38 | 11 | 14 | 13 | 53 | 53 | 0    |                                  |
| 9    | EA Guingamp               | 47   | 38 | 10 | 17 | 11 | 41 | 43 | −2   |                                  |
| 10   | Amiens SC                 | 47   | 38 | 11 | 14 | 13 | 34 | 40 | −6   |                                  |
| 11   | Valenciennes FC           | 47   | 38 | 12 | 11 | 15 | 50 | 59 | −9   |                                  |
| 12   | Havre Athletic            | 47   | 38 | 11 | 14 | 13 | 38 | 48 | −10  |                                  |
| 13   | Athletic Ajaccio          | 46   | 38 | 11 | 13 | 14 | 34 | 43 | −9   |                                  |
| 14   | Pau FC                    | 44   | 38 | 11 | 11 | 16 | 42 | 49 | −7   |                                  |
| 15   | Rodez AF                  | 43   | 38 | 8  | 19 | 11 | 38 | 44 | −6   |                                  |
| 16   | USL Dunkerque             | 41   | 38 | 10 | 11 | 17 | 34 | 47 | −13  |                                  |
| 17   | SM Caen                   | 41   | 38 | 9  | 14 | 15 | 34 | 49 | −15  |                                  |
| 18   | Chamois Niort FC          | 41   | 38 | 9  | 14 | 15 | 34 | 58 | −24  | Play-off de descenso             |
| 19   | FC Chambly (D)            | 38   | 38 | 9  | 11 | 18 | 41 | 64 | −23  | Descenso de categoría a National |
| 20   | Berrichón Châteauroux (D) | 23   | 38 | 4  | 11 | 23 | 32 | 58 | −26  | Descenso de categoría a National |

Actualizado a los partidos jugados el 12 de mayo de 2021.
 Fuente: Ligue 2
| Francia                                          |
| Campeón Espérance Sportive Troyes Segundo título |

## Evolución de la clasificación
| Equipo       | 1  | 2  | 3   | 4   | 5  | 6  | 7  | 8   | 9    | 10  | 11  | 12  | 13  | 14  | 15 | 16 | 17  | 18  | 19  | 20   | 21 | 22 | 23 | 24 | 25 | 26 | 27 | 28 | 29  | 30  | 31   | 32  | 33  | 34  | 35  | 36  | 37 | 38 |
| ------------ | -- | -- | --- | --- | -- | -- | -- | --- | ---- | --- | --- | --- | --- | --- | -- | -- | --- | --- | --- | ---- | -- | -- | -- | -- | -- | -- | -- | -- | --- | --- | ---- | --- | --- | --- | --- | --- | -- | -- |
| Troyes       | 3  | 9  | 5   | 7   | 4  | 6  | 4  | 2   | 2    | 2   | 5*  | 3*  | 3*  | 1*  | 1  | 1  | 2   | 1   | 1   | 1    | 1  | 1  | 1  | 1  | 1  | 1  | 1  | 1  | 1   | 1   | 1    | 1   | 1   | 1   | 1   | 1   | 1  | 1  |
| Clermont     | 10 | 14 | 9   | 9   | 12 | 8  | 5  | 8   | 4    | 5   | 6   | 5   | 7   | 5   | 6  | 6  | 6   | 4   | 4   | 3    | 3  | 3  | 3  | 4  | 3  | 2  | 2  | 2  | 2*  | 2*  | 3*   | 2   | 3   | 2   | 2   | 2   | 2  | 2  |
| Toulouse     | 16 | 20 | 17  | 17  | 14 | 15 | 12 | 10  | 5    | 9   | 8   | 7   | 4   | 6   | 4  | 3  | 3   | 2   | 2   | 2    | 2  | 2  | 2  | 2  | 2  | 3  | 3  | 3  | 3   | 3   | 2    | 3   | 2   | 3*  | 3** | 3*  | 3  | 3  |
| Grenoble     | 15 | 8  | 7   | 2   | 3  | 2  | 6  | 7*  | 11** | 8** | 2*  | 2*  | 2*  | 3*  | 2  | 2  | 1   | 3   | 3   | 5    | 4  | 4  | 4  | 3  | 4  | 4  | 4  | 4  | 4   | 4   | 4    | 4   | 4   | 4   | 4   | 4   | 4  | 4  |
| París FC     | 1  | 1  | 1   | 3   | 2  | 1  | 1  | 1   | 1    | 1   | 1   | 1   | 1   | 2   | 3  | 5  | 5   | 6   | 6   | 6*   | 6  | 6  | 6  | 6  | 6  | 6  | 6  | 5  | 5   | 5   | 5    | 5   | 5   | 5   | 6   | 5   | 5  | 5  |
| Auxerre      | 17 | 12 | 14  | 11  | 13 | 9  | 13 | 9   | 9    | 6   | 4   | 6   | 5   | 4   | 5  | 4  | 4   | 5   | 5   | 4    | 5  | 5  | 5  | 5  | 5  | 5  | 5  | 6  | 6   | 6   | 6    | 6   | 6   | 6   | 5   | 6   | 6  | 6  |
| Sochaux      | 4  | 2  | 3   | 5   | 5  | 3  | 3  | 5   | 6    | 10  | 12  | 8   | 9   | 11  | 10 | 10 | 8   | 7   | 7   | 7    | 8  | 9  | 10 | 8  | 7  | 7  | 7  | 7  | 7   | 7   | 7    | 7   | 7   | 7   | 7   | 7   | 7  | 7  |
| Nancy        | 13 | 15 | 15  | 13  | 17 | 16 | 14 | 15* | 12*  | 14* | 15* | 17* | 18* | 17* | 17 | 18 | 17  | 15  | 17  | 16   | 17 | 18 | 17 | 16 | 14 | 15 | 15 | 10 | 9   | 8   | 8    | 9   | 10  | 8   | 8   | 9   | 9  | 8  |
| Guingamp     | 14 | 16 | 16  | 16  | 11 | 14 | 9  | 13  | 14   | 13  | 13  | 13  | 14  | 14  | 14 | 15 | 15  | 16  | 15  | 14   | 15 | 17 | 18 | 17 | 17 | 17 | 17 | 18 | 17  | 18  | 18   | 18  | 18  | 16  | 16  | 13  | 12 | 9  |
| Amiens       | 5  | 11 | 12  | 14  | 15 | 17 | 16 | 12  | 13   | 15  | 14  | 14  | 13  | 12  | 12 | 9  | 10  | 10  | 9   | 8    | 9  | 8  | 8  | 9  | 9  | 11 | 12 | 11 | 13* | 10* | 14** | 10* | 11* | 9*  | 9   | 10  | 10 | 10 |
| Valenciennes | 2  | 7  | 6   | 8   | 6  | 10 | 8  | 11  | 15   | 11  | 11  | 11  | 10  | 8   | 9  | 11 | 11* | 12* | 11* | 12** | 7  | 7  | 7  | 7  | 8  | 8  | 8  | 8  | 8   | 9   | 9    | 8   | 8   | 10  | 10  | 8   | 8  | 11 |
| Le Havre     | 18 | 13 | 8   | 10  | 7  | 11 | 11 | 6   | 3    | 7   | 10  | 12  | 12  | 13  | 13 | 13 | 13  | 11  | 12  | 13   | 13 | 13 | 13 | 12 | 11 | 10 | 10 | 13 | 10  | 12  | 12   | 12  | 12  | 13* | 13* | 14  | 13 | 12 |
| Ajaccio      | 12 | 19 | 20* | 20* | 19 | 19 | 19 | 18  | 18   | 16  | 17  | 16  | 16  | 15  | 16 | 14 | 14  | 13  | 13  | 11   | 12 | 11 | 9  | 10 | 12 | 13 | 14 | 9  | 12  | 15  | 11   | 11  | 9   | 11  | 11  | 11  | 11 | 13 |
| Pau FC       | 20 | 18 | 19  | 19  | 20 | 20 | 20 | 19  | 19   | 17  | 19  | 19  | 15  | 16  | 15 | 17 | 18  | 19  | 19  | 19   | 20 | 19 | 19 | 19 | 19 | 19 | 18 | 17 | 18  | 16  | 16   | 16  | 15  | 14  | 14* | 15* | 15 | 14 |
| Rodez        | 8  | 4  | 11  | 12  | 9  | 12 | 17 | 17  | 16   | 18  | 18  | 18  | 19  | 19  | 19 | 20 | 19  | 18  | 18  | 18   | 16 | 16 | 15 | 14 | 15 | 14 | 13 | 15 | 11  | 11  | 10   | 13  | 13  | 12  | 12  | 12  | 14 | 15 |
| Dunkerque    | 9  | 5  | 10* | 6*  | 10 | 7  | 10 | 14  | 10   | 12  | 9   | 10  | 11  | 9   | 11 | 12 | 12  | 14  | 14  | 15   | 14 | 14 | 14 | 15 | 16 | 16 | 16 | 16 | 16  | 17  | 17*  | 17* | 17* | 18* | 17  | 16  | 17 | 16 |
| Caen         | 11 | 6  | 2   | 4   | 8  | 4  | 7  | 3   | 8    | 4   | 3   | 4   | 6   | 7   | 8  | 7  | 7   | 8   | 8   | 9    | 10 | 10 | 11 | 11 | 10 | 9  | 9  | 12 | 14  | 14  | 15   | 15  | 16  | 17  | 18  | 18  | 18 | 17 |
| Niort        | 6  | 3  | 4   | 1   | 1  | 5  | 2  | 4   | 7*   | 3*  | 7*  | 9*  | 8*  | 10* | 7  | 8  | 9*  | 9*  | 10* | 10** | 11 | 12 | 12 | 13 | 13 | 12 | 11 | 14 | 15  | 13  | 13   | 14  | 14  | 15  | 15  | 17  | 16 | 18 |
| Chambly      | 19 | 17 | 18  | 18  | 16 | 18 | 18 | 20  | 20   | 20  | 20  | 20  | 20  | 20  | 20 | 16 | 16  | 17  | 16  | 17*  | 18 | 15 | 16 | 18 | 18 | 18 | 19 | 19 | 19  | 19  | 19   | 19  | 19  | 19  | 19  | 19  | 19 | 19 |
| Châteauroux  | 7  | 10 | 13  | 15  | 18 | 13 | 15 | 16  | 17   | 19  | 16  | 15  | 17  | 18  | 18 | 19 | 20  | 20  | 20  | 20   | 19 | 20 | 20 | 20 | 20 | 20 | 20 | 20 | 20  | 20  | 20   | 20  | 20  | 20  | 20  | 20  | 20 | 20 |

Notas:

* Indica la posición del equipo con un partido pendiente.

** Indica la posición del equipo con dos partidos pendientes.

## Resultados
| Local \ Visitante   | AMS | TFC | AJA | EST | CFA | LHA | VFC | EAG | GFO | CHA | ASN | SMC | FCS | LBC | RAF | PFC | CNF | PAU | DUN | AUX |
| ------------------- | --- | --- | --- | --- | --- | --- | --- | --- | --- | --- | --- | --- | --- | --- | --- | --- | --- | --- | --- | --- |
| Amiens              | —   | 0–1 | 0–0 | 3–1 | 1–1 | 0–0 | 3–1 | 0–3 | 1–0 | 1–1 | 1–0 | 0–0 | 0–1 | 1–0 | 1–0 | 1–2 | 0–0 | 0–0 | 1–0 | 1–1 |
| Toulouse            | 3–0 | —   | 3–0 | 0–0 | 3–2 | 4–3 | 4–5 | 2–2 | 2–0 | 4–0 | 4–1 | 3–0 | 0–0 | 1–0 | 3–0 | 1–0 | 2–1 | 2–2 | 0–1 | 3–1 |
| Athletic Ajaccio    | 2–2 | 0–1 | —   | 0–4 | 0–2 | 1–1 | 3–0 | 0–2 | 2–1 | 0–0 | 1–0 | 1–0 | 1–1 | 0–1 | 1–0 | 1–1 | 3–0 | 4–1 | 1–0 | 0–0 |
| Troyes              | 2–1 | 1–1 | 1–0 | —   | 1–0 | 2–0 | 1–1 | 1–0 | 3–1 | 2–2 | 1–5 | 1–0 | 2–1 | 2–0 | 2–1 | 2–1 | 1–0 | 2–0 | 2–0 | 3–1 |
| Clermont            | 3–0 | 1–1 | 0–2 | 2–1 | —   | 1–1 | 4–0 | 0–0 | 3–0 | 1–0 | 2–0 | 0–0 | 3–1 | 2–1 | 3–0 | 3–2 | 0–0 | 3–0 | 5–0 | 1–0 |
| Le Havre            | 1–0 | 0–1 | 1–1 | 3–2 | 0–0 | —   | 0–2 | 1–1 | 0–2 | 2–4 | 1–1 | 1–2 | 0–2 | 1–1 | 1–1 | 1–0 | 0–1 | 1–0 | 1–1 | 1–1 |
| Valenciennes        | 0–2 | 1–0 | 1–1 | 2–2 | 1–3 | 3–5 | —   | 0–1 | 0–1 | 2–1 | 2–3 | 1–0 | 0–0 | 1–0 | 1–1 | 2–0 | 1–1 | 3–0 | 1–0 | 2–2 |
| Guingamp            | 2–2 | 1–1 | 2–2 | 1–2 | 0–5 | 1–3 | 1–1 | —   | 1–0 | 1–0 | 0–0 | 2–2 | 0–0 | 2–0 | 1–1 | 0–0 | 0–1 | 2–3 | 0–0 | 2–0 |
| Grenoble Foot 38    | 0–0 | 5–3 | 2–0 | 2–0 | 1–2 | 2–1 | 2–0 | 2–1 | —   | 2–0 | 1–0 | 3–1 | 2–0 | 2–2 | 1–0 | 0–0 | 1–1 | 1–1 | 4–0 | 2–2 |
| Chambly             | 2–0 | 1–1 | 2–1 | 0–3 | 0–3 | 0–1 | 1–2 | 3–0 | 1–2 | —   | 1–1 | 4–2 | 1–4 | 2–1 | 1–0 | 0–3 | 1–1 | 1–0 | 0–1 | 0–1 |
| Nancy-Lorraine      | 2–2 | 1–3 | 2–0 | 2–3 | 1–0 | 0–1 | 1–3 | 2–2 | 1–2 | 3–3 | —   | 1–0 | 0–0 | 2–1 | 2–2 | 1–1 | 2–2 | 1–0 | 2–1 | 2–2 |
| Caen                | 1–0 | 2–2 | 1–0 | 0–0 | 2–1 | 0–2 | 1–1 | 1–0 | 1–1 | 0–0 | 2–1 | —   | 1–4 | 1–1 | 1–2 | 0–2 | 1–0 | 1–1 | 1–1 | 0–0 |
| Sochaux-Montbéliard | 0–2 | 0–1 | 0–2 | 2–1 | 0–0 | 4–0 | 2–0 | 0–0 | 1–1 | 3–2 | 1–1 | 1–0 | —   | 0–0 | 2–2 | 1–2 | 3–4 | 1–1 | 1–0 | 2–3 |
| Châteauroux         | 0–0 | 0–3 | 0–0 | 1–2 | 0–1 | 0–1 | 3–3 | 2–3 | 0–1 | 4–0 | 1–4 | 2–2 | 2–1 | —   | 1–1 | 1–2 | 2–0 | 0–3 | 1–2 | 1–2 |
| Rodez               | 1–2 | 1–0 | 0–1 | 0–1 | 2–0 | 1–1 | 3–0 | 1–1 | 1–0 | 2–2 | 1–1 | 0–3 | 1–1 | 1–1 | —   | 2–2 | 1–1 | 1–0 | 2–1 | 2–2 |
| París               | 4–2 | 3–1 | 1–1 | 1–1 | 0–1 | 3–0 | 1–0 | 3–2 | 2–0 | 3–0 | 0–2 | 3–1 | 0–0 | 1–0 | 1–1 | —   | 3–3 | 1–0 | 1–0 | 0–3 |
| Chamois Niort       | 0–2 | 1–0 | 2–0 | 0–3 | 1–0 | 0–0 | 0–3 | 0–2 | 0–0 | 1–1 | 1–0 | 3–0 | 1–3 | 1–1 | 1–1 | 2–2 | —   | 2–1 | 1–2 | 0–4 |
| Pau                 | 2–0 | 0–3 | 0–0 | 0–1 | 2–1 | 2–0 | 4–3 | 0–1 | 0–2 | 1–3 | 1–1 | 1–0 | 0–0 | 1–0 | 1–1 | 1–1 | 4–1 | —   | 3–1 | 3–0 |
| Dunkerque           | 1–1 | 3–3 | 3–1 | 0–0 | 1–1 | 0–1 | 1–0 | 1–0 | 1–1 | 1–1 | 1–2 | 2–3 | 1–0 | 2–0 | 0–0 | 0–1 | 2–0 | 2–2 | —   | 0–1 |
| Auxerre             | 2–1 | 3–1 | 5–1 | 2–1 | 0–1 | 1–1 | 1–1 | 1–1 | 1–1 | 4–0 | 3–2 | 1–1 | 0–2 | 4–1 | 0–1 | 0–0 | 6–0 | 2–1 | 2–1 | —   |

## Play-Offs Ascenso-Descenso

### Cuadro
|  | Cuartos de final | Cuartos de final | Cuartos de final |                     |   | Semifinal      | Semifinal | Semifinal      |   |   | Final | Final | Final | Final | Final |  |
|  |                  |                  |                  |                     |   |                |           |                |   |   |       |       |       |       |       |  |
|  |                  |                  |                  |                     |   |                |           |                |   |   |       |       |       |       |       |  |
|  | 4                | Grenoble Foot    | 2                |                     |   |                |           |                |   |   |       |       |       |       |       |  |
|  | 4                | Grenoble Foot    | 2                |                     |   |                |           |                |   |   |       |       |       |       |       |  |
|  | 5                | París F. C.      | 0                |                     |   |                |           |                |   |   |       |       |       |       |       |  |
|  | 5                | París F. C.      | 0                |                     | 3 | Toulouse F. C. | 3         |                |   |   |       |       |       |       |       |  |
|  |                  |                  |                  |                     | 3 | Toulouse F. C. | 3         |                |   |   |       |       |       |       |       |  |
|  |                  |                  | 4                | Grenoble Foot       | 0 |                |           |                |   |   |       |       |       |       |       |  |
|  |                  |                  | 4                | Grenoble Foot       | 0 |                |           |                |   |   |       |       |       |       |       |  |
|  |                  |                  |                  |                     |   |                |           |                |   |   |       |       |       |       |       |  |
|  |                  |                  |                  |                     |   |                |           |                |   |   |       |       |       |       |       |  |
|  |                  |                  |                  |                     |   |                | 3         | Toulouse F. C. | 1 | 1 | 2     |       |       |       |       |  |
|  |                  |                  |                  |                     |   |                |           |                | 1 | 1 | 2     |       |       |       |       |  |
|  |                  |                  | 18               | F. C. NantesL1 (v.) | 2 | 0              | 2         |                |   |   |       |       |       |       |       |  |
|  |                  |                  | 18               | F. C. NantesL1 (v.) | 2 | 0              | 2         |                |   |   |       |       |       |       |       |  |
|  |                  |                  |                  |                     |   |                |           |                |   |   |       |       |       |       |       |  |
|  |                  |                  |                  |                     |   |                |           |                |   |   |       |       |       |       |       |  |
|  |                  |                  |                  |                     |   |                |           |                |   |   |       |       |       |       |       |  |
|  |                  |                  |                  |                     |   |                |           |                |   |   |       |       |       |       |       |  |
|  |                  |                  |                  |                     |   |                |           |                |   |   |       |       |       |       |       |  |
|  |                  |                  |                  |                     |   |                |           |                |   |   |       |       |       |       |       |  |
|  |                  |                  |                  |                     |   |                |           |                |   |   |       |       |       |       |       |  |
|  |                  |                  |                  |                     |   |                |           |                |   |   |       |       |       |       |       |  |
|  |                  |                  |                  |                     |   |                |           |                |   |   |       |       |       |       |       |  |
|  |                  |                  |                  |                     |   |                |           |                |   |   |       |       |       |       |       |  |

### Primera ronda
| 18 de mayo de 2021 | Grenoble Foot 38      | 2:0 (1:0) | París F. C. | Stade des Alpes, Grenoble                              |                                                        |
| 20:45 CEST         | Anani 8' · Semedo 87' | Reporte   |             | Asistencia: 0 espectadores Árbitro(s): Bastien Depechy | Asistencia: 0 espectadores Árbitro(s): Bastien Depechy |

### Segunda ronda
| 21 de mayo de 2021 | Toulouse F. C.                         | 3:0 (2:0) | Grenoble Foot 38 | Stade de Toulouse, Toulouse                           |                                                       |
| 20:45 CEST         | Spierings 3' · Koné 23' · Healey 90+2' | Reporte   |                  | Asistencia: 0 espectadores Árbitro(s): Amaury Delerue | Asistencia: 0 espectadores Árbitro(s): Amaury Delerue |

### Final
| Ida; 27 de mayo de 2021 | Toulouse F. C. | 1:2 (1:2) | F. C. Nantes               | Stade de Toulouse, Toulouse                            |                                                        |
| 20:45 CEST              | Machado 19'    | Reporte   | Blas 10' · Randal Kolo 22' | Asistencia: 0 espectadores Árbitro(s): Jérémie Pignard | Asistencia: 0 espectadores Árbitro(s): Jérémie Pignard |

| Vuelta; 30 de mayo de 2021 | F. C. Nantes | 0:1 (0:0) (Global 2:2) | Toulouse F. C. | Estadio de la Beaujoire, Nantes                       |                                                       |
| 18:00 CEST                 |              | Reporte                | Bayo 62'       | Asistencia: 0 espectadores Árbitro(s): Benoît Bastien | Asistencia: 0 espectadores Árbitro(s): Benoît Bastien |

- Global: 2–2. Nantes ganó gracias a los goles de visitante y, por tanto, ambos clubes permanecieron en sus respectivas ligas.

## Play-off de descenso
Se llevó a cabo un desempate de descenso al final de la temporada entre el equipo clasificado en el puesto 18 de la Ligue 2 2020-21 y el equipo clasificado en el tercer puesto del Championnat National 2020-21. Se jugó a dos partidos el 19 y 22 de mayo.
| Ida; 19 de mayo de 2021 | F. C. Villefranche                    | 3:1 (0:1) | Niort F. C. | Stade Armand Chouffet, Villefranche-sur-Saône                  |                                                                |
| 19:00 CEST              | Blanc 54' · Dauchy 84' · Garita 90+3' | Reporte   | Bâ 45+2'    | Asistencia: 0 espectadores Árbitro(s): Bartolomeu Varela Teles | Asistencia: 0 espectadores Árbitro(s): Bartolomeu Varela Teles |

| Vuelta; 22 de mayo de 2021 | Niort F. C.            | 2:0 (0:0) (Global 3:3) | F. C. Villefranche | Estadio René Gaillard, Niort                             |                                                          |
| 20:45 CEST                 | Lebeau 78' · Kemen 81' | Reporte                |                    | Asistencia: 0 espectadores Árbitro(s): Nicolas Rainville | Asistencia: 0 espectadores Árbitro(s): Nicolas Rainville |

- Niort F. C. empató en el resultado global 3–3, pero debido a la regla del gol de visitante mantuvo la categoría.